# Ulica Bukowska w Poznaniu
Ulica Bukowska – główna ulica Poznania biegnąca od centrum miasta w kierunku zachodnim (do Buku).

## Nazewnictwo
W 1900 włączona wraz z Jeżycami w granice Poznania.
Na przestrzeni lat wielokrotnie miała zmienianą nazwę:
- do 16 czerwca 1919 Bukerstrasse
- 16 czerwca 1919 – 1939 Bukowska[1]
- 1939 – 1945 Bukerstrasse
- 1945 – kwiecień 1947 Bukowska
- 1945 – 1951 Słubicka – na odcinku od ulicy Polskiej do granicy miasta[2]
- kwiecień 1947 do 1990: Karola Świerczewskiego[b], początkowo na odcinku do ulicy Polskiej, następnie po 1951 r. do granicy miasta

W 1990 r. zmieniono nazwę ulicy Karola Świerczewskiego na Bukowska.

## Charakter
Ulica na odcinku pomiędzy skrzyżowaniem z ulicą Przybyszewskiego a granicą miasta stanowi fragment drogi wojewódzkiej nr 307, z czego fragment od skrzyżowania z ulicami Bułgarską i Polską do granic administracyjnych miasta został przebudowany i jest dwujezdniowy. Na odcinku od ul. Zeylanda aż do skrzyżowania z ulicą Przybyszewskiego został wytyczony buspas w stronę lotniska, natomiast na odcinku od skrzyżowania z ul. Bułgarską oraz ul. Polską do ul. Przybyszewskiego buspas poprowadzony jest w stronę centrum miasta. Dodatkowo na obu tych odcinkach obowiązują zakazy skrętu w lewo z ul. Bukowskiej.

## Opisane obiekty
Od centrum, ku peryferiom:

- pawilony targowe (Hala Reprezentacyjna),
- Centrum Światowego Handlu (WTC Poznań),
- hotel Sheraton Poznań (w latach 1929–2003 w miejscu hotelu znajdowało skrzydło budynku kina „Bałtyk”),
- Osiedle Vesty,
- pomnik Tadeusza Kościuszki,
- Stare ZOO,
- Muzeum Wiedzy o Środowisku (dawna siedziba grupy Świt),
- I LO,
- pomnik Karola Marcinkowskiego,
- Collegium Stomatologicum,
- kościół św. Wawrzyńca i Wincentego,
- pomnik harcerski,
- Konsulat Rosyjski (nr. 53a),
- Klinika Psychiatrii Dorosłych UM,
- Marcelin,
- Przyroda (dawniej),
- centrum handlowe King Cross Marcelin,
- Edwardowo,
- Folwark Edwardowo,
- brama folwarku Edwardowo,
- schronisko dla zwierząt,
- Ławica,
- Pomnik Zdobywców Lotniska Ławica,
- Port lotniczy Poznań-Ławica,
- rzeźba Neseser,
- Tor Poznań,
- radar meteorologiczny w Wysogotowie (bezpośrednio przy granicy miasta).